# Список беспозвоночных, занесённых в Красную книгу Рязанской области

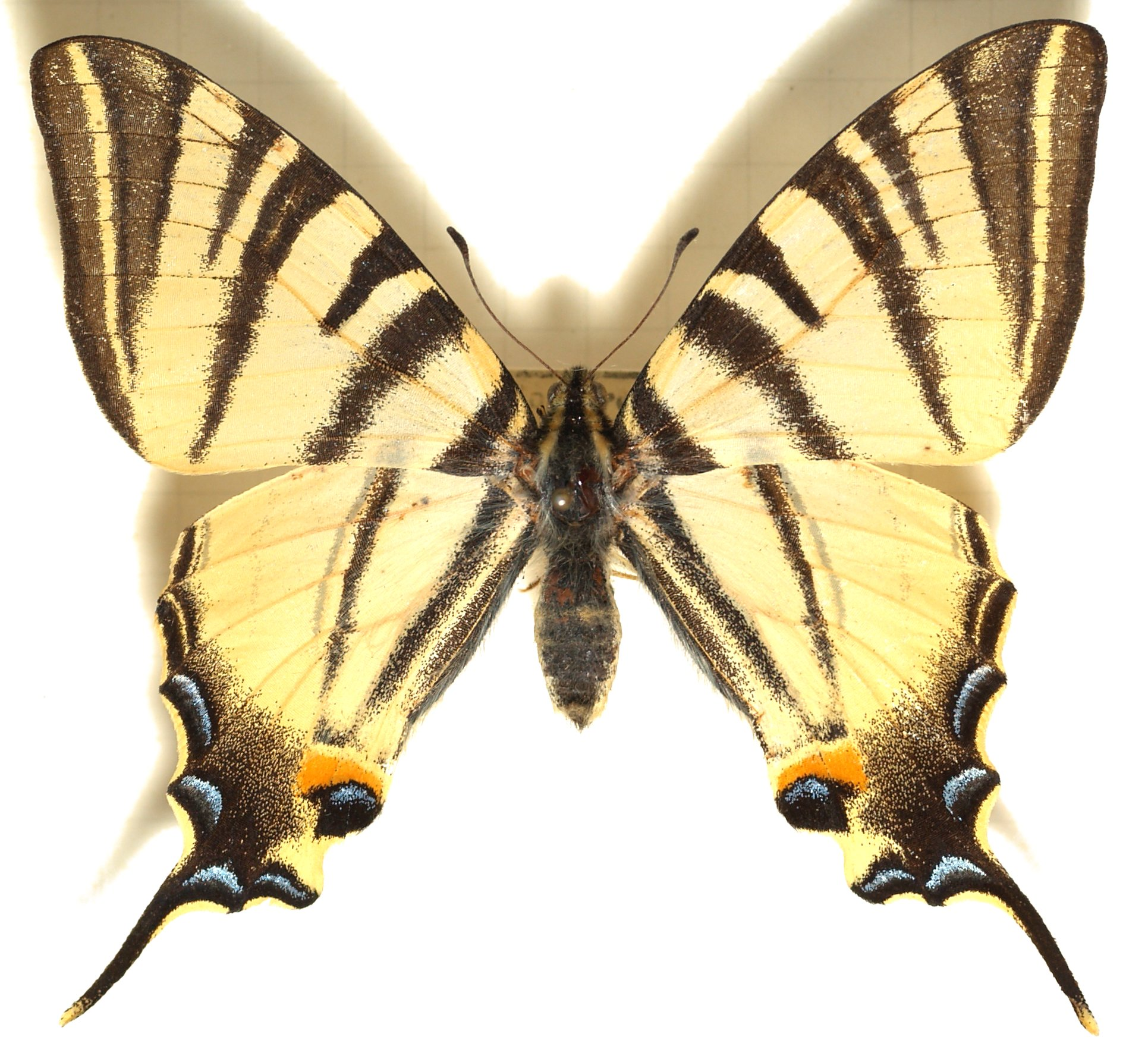
Подалирий

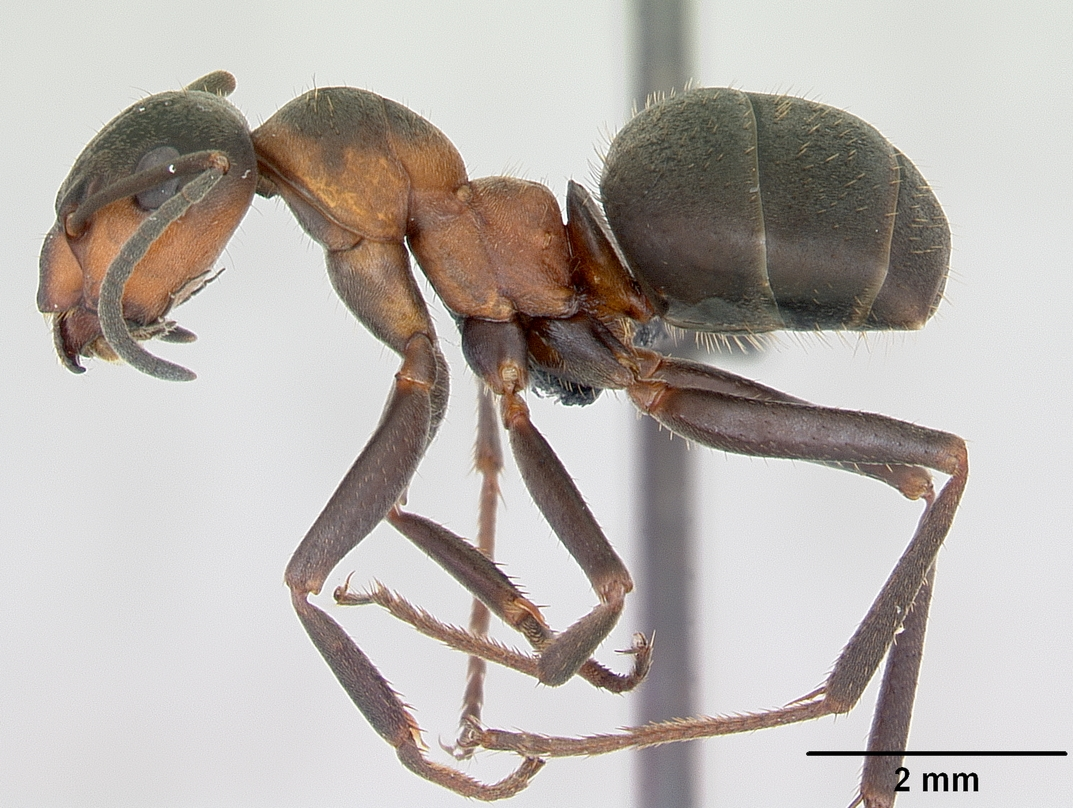
Волосистый лесной муравей (Formica lugubris): рабочий в профиль.

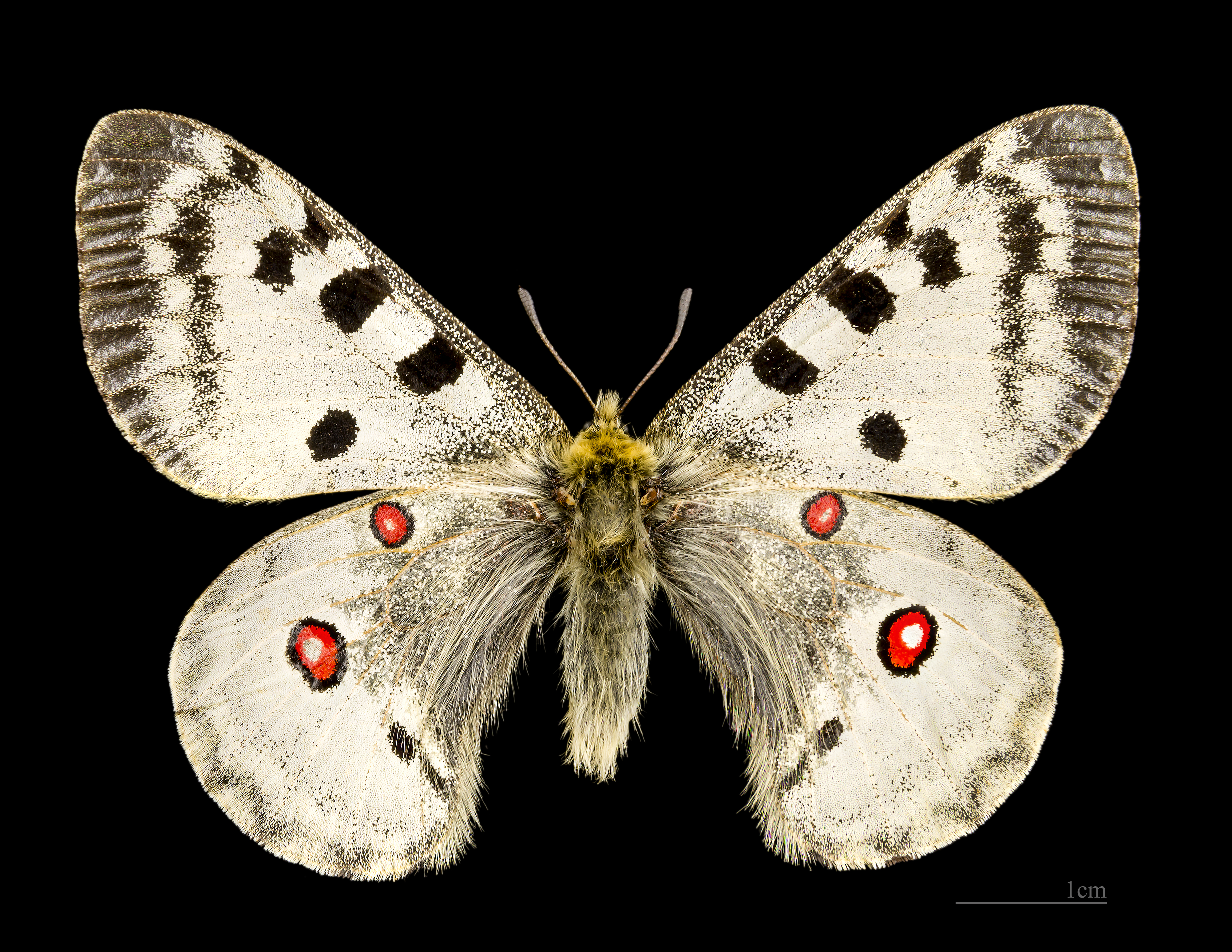
Аполлон

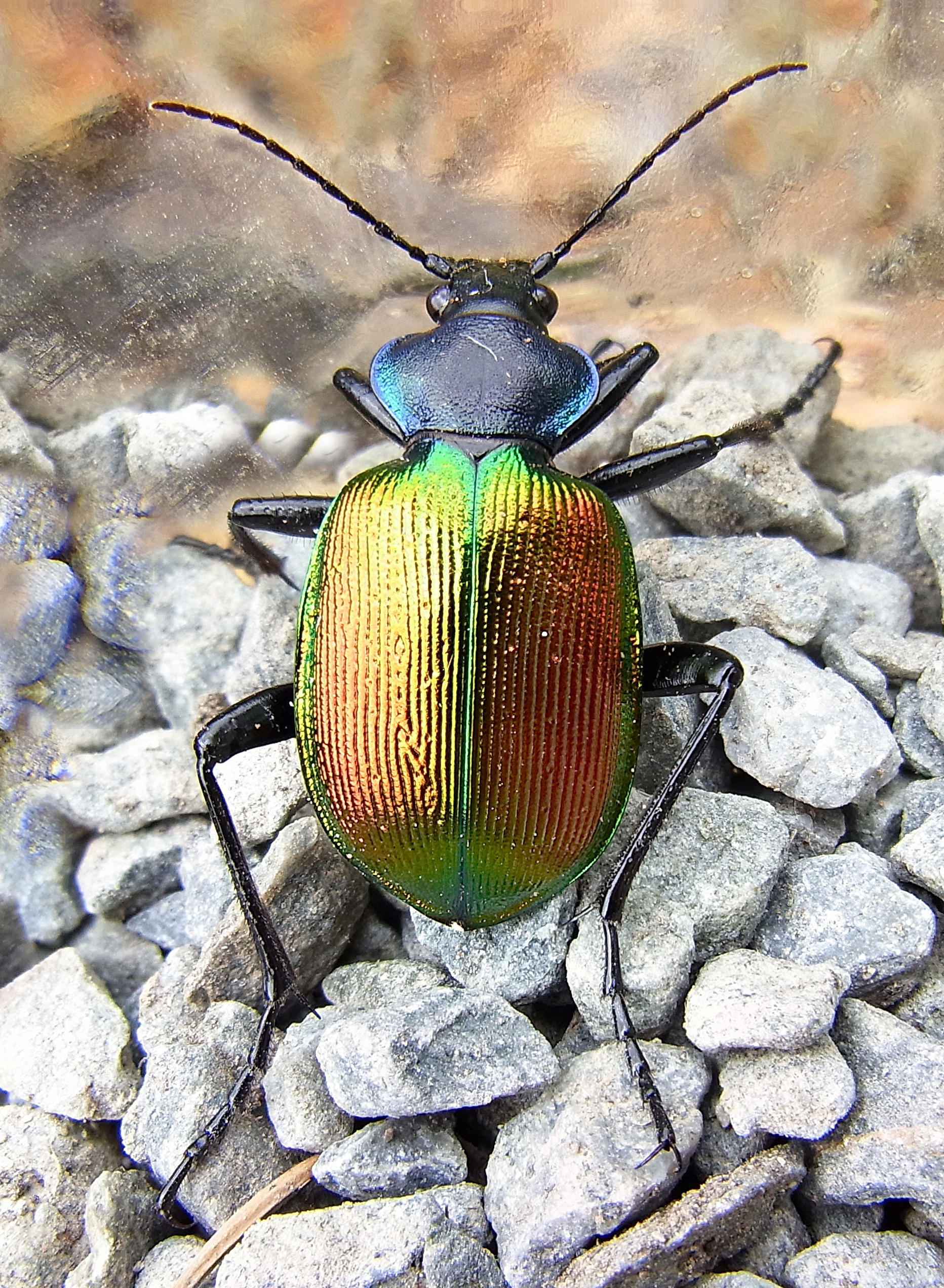
Красотел пахучий

В Красную книгу Рязанской области включено более 280 охраняемых видов животных. Постановлением министерства природопользования и экологии Рязанской области от 2 февраля 2010 года № 1 утвержден перечень объектов животного и растительного мира, занесенных в Красную книгу Рязанской области. В него из представителей беспозвоночных вошли 9 видов моллюсков, 7 — паукообразных, 143 — насекомых (из них 45 — перепончатокрылые, 6 — чешуекрылые).
Категория охранного статуса указана в конце строки с названием вида (пояснения в конце списка).

## ТипМоллюски(лат.Mollusca)

### КлассБрюхоногие(лат.Gastropoda)
- Карахиум трехзубый (Carychium tridentatum (Risso, 1826)), 3
- Клаузилия карликовая (Clausilia pumila seiuncta (Westerlund, 1871)), 3
- Лациниария складчатая (Laciniaria plicata (Draparnaud, 1801)), 3
- Лациниария собачья (Laciniaria cana (Held, 1836)), 3
- Вертиго малая (Vertigo pusilla Muller, 1774)), 3
- Трункателлина цилиндрическая (Truncatellina cylindri (Frussac, 1807)), 3
- Малаколимакс нежный (Malacolimax tenellus (Muller, 1774)), 3
- Слизень серовато – черный (Limax cinereoniger (Wolf, 1803)), 3
- Перфорателла двузубая (Perforatella bidentata (Gmelin, 1765)), 4

## ТипЧленистоногие(лат.Arthropoda)

### КлассПаукообразные(лат.Arachnida)
- Тарантул русский (средняя раса) (лат. Allohogna singoriensis (Laxmann, 1770), 3
- Филодромус кортицинус (лат. Philodromus corticinus (C.L.Koch, 1837), 4
- Паук – охотник изумительный (лат. Pisaura mirabilis (Clerck, 1758), 3
- Хериэус длинноватый (лат. Heriaeus oblongus Simon, 1918), 4
- Азианеллюс жизнерадостный (лат. Asianellus festivus (C.L.Koch, 1834), 4
- Аргиопа осовидная (лат. Arqiope bruennichi (Scopoli, 1772), 3
- Эрезус черный (лат. Eresus kollari Rossi, 1846), 4

### КлассНасекомые(лат.Insecta)

#### ОтрядСтрекозы
- Коромысло зеленое (Aeschna viridis Evansmann, 1836), 3
- Дозорщик-император (Anax imperator Leach, 1815)), 3
- Стрекоза перевязанная (Sympetrum pedemontanum Allioni,1766), 3
- Стрекоза рыжая (Libellula fulva Muller, 1764), 3

#### ОтрядЖесткокрылые
- Скакун песчаный (Cylindera arenaria (Fuessly, 1775)), 1
- Скакун приморский (Cicindela maritima Dejean, 1822), 4
- Красотел пахучий (Calosoma sycophanta (Linnaeus, 1758), 1
- Красотел бронзовый (Calosoma inqusitor (Linnaeus, 1758), 3
- Красотел-исследователь (Calosoma investigator (Illiger, 1798), 3
- Жужелица Щеглова (Carabus stscheqlovi Mannerheim, 1827), 4
- Жужелица Менетрие (Carabus menetriesi Hummel, 1827), 1
- Жужелица сибирская (Carabus sibiricus Fischer von Waldheim, 1822), 3
- Жужелица Эстрейхера (Carabus estreicheiri Ficher von Waldheim, 1822), 3
- Жужелица золотистоямчатая (Carabus clathratus Linnaeus, 1761), 2
- Жужелица блестящая (Carabus nitens Linnaeus, 1758), 2
- Жужелица золотистокаёмчатая (Carabus aurolimbatus Dejean, 1829), 3
- Жужелица шагреневая (Carabus coriaceus Linnaeus, 1758), 3
- Тинник прибрежный (Elaphrus uliqinosus Fabricius, 1792), 4
- Птеростих чернейший (Pternstichus aterrimus Herbst 1784), 4
- Диахромус германский (Diachromus germanus (Linnaeus, 1758), 4
- Каллистус лунный (Callistus lunatus Fabricius, 1775), 3
- Хлениус ребристый (Chlaenius costulatus (Motschulsky, 1859), 4
- Хищник волосатый (Emus hirtus (Linnaeus, 1758), 3
- Плавунец широчайший (Dyliscus latissimus Linnaeus, 1758), 3
- Ромбоникс шелковистый (Rhombonyx holosericea Fabriceus, 1775), 3
- Отшельник обыкновенный (Osmoderma eremita (Scopoli, 1763) s.l.), 2
- Пестряк изменчивый (Gnorimus octopunctatus (Fabricius, 1775), 2
- Бронзовка мраморная (Protaetia marmorata (Fabricius, 1792), 5
- Бронзовка большая зеленая (Protaetia aeruqinosa (Drury, 1770), 1
- Нарывник Шеффера (Cerocoma Schaefferi (Linnaeus, 1758), 3
- Майка изменчивая (Meloe variegatus Donovan, 1793), 3
- Коротконадкрыл большой (Necydalis maior (Linnaneus,1758), 3
- Усач-краснокрыл Келлера (Purpuricenus kaehleri Linnaeus, 1758), 1
- Рамнузиум тонкоусый (Rhamnusium qracilicorne Then, 1894), 3
- Лептура красногрудая (Leptura thoracica Creutz, 1779),
- Микроплонтус удивительный (Microplontus mirabilis (Korotyaev, 1980), 3
- Фрачник голенастый (Lixus tibialis Boheman, 1843), 3

#### ОтрядПерепончатокрылые
- Ценолида сетчатая (Caenolida reticulate (Linnaeus, 1758), 1
- Сколия степная (Scolia hirta Schrank, 1781), 3
- Парнопес крупный (Pamopes grandior Pallas, 1771), 3
- Эписирон (Episyron funereipes Costa, 1881), 3
- Пелопей обыкновенный (Sceliphron destiilatorium Illiqer, 1807), 3
- Oca – стизус (Stizus perrisii Dufour,1838), 3
- Бембецинус трехзубый (Bembecinus tridens Fabricius, 1775), 3
- Андрена угольная (Andrena cartonaria Linnaeus, 1758), 3
- Андрена белоточечная (Andrena albopunctata (Rossi, 1792), 3
- Андрена французская (Andrena qallica Schmiedeknecht, 1883), 3
- Мелиттурга булавоусая (Melitturga clayicornis (Latreille, 1806), 2
- Галикт (Halictus xanthopus Kirby, 1802), 3
- Галикт (Halictus costulatus Kriechbaumer, 1873), 3
- Рофитоидес серый (Rophitoides canus Eversmann, 1852), 3
- Пчелы спиральноусые (Systropha curvicornis (Scopoli, 1770), S.planidens (Giraud, 1861), 3
- Пчела мохнатоногая (Dasypoda argentata Panzer, 1809), 3
- Литург темнокрылый (Lithurqus fuscipennis Lepeletiere, 1841), 3
- Пчела – шерстобит (Paranthidiellum lituratum Panzer, 1809), 3
- Стелис (Stelis punctulatissima (Kirby, 1802), 3
- Пчела-листорез (Meqachile bombycina Pallas, 1771), 3
- Мегахила округлая (Meqachile rotundata Fabricius, 1787), 2
- Аммобатоидес брюшистый (Ammobatoides abdominalis (Eversmann, 1852), 3
- Триэпеолус траурный (Triepeolus tristis (Smith, 1854), 3
- Эпеолоидес цекутиенс (Epeoloides coecutiens (Fabricius, 1775), 3
- Пчела – тетралония (Tetralonia pollinosa (Lepeletiere, 1841), 3
- Цератина синяя (Ceratina cyanea (Kirby, 1802), 3
- Пчела – плотник (Xylocopa valqa Gerstaecker, 1872), 2
- Голая пчела (Prosopis niqrita Fabricius, 1775), 3
- Шмель конфузус (Bombus confusus Schenck, 1859), 2
- Шмель пятноспинный (Bombus maculidorsis Skorikov, 1922), 2
- Шмель летний, или общественный (Bombus solstitialis Panzer, 1805), 2
- Шмель йонеллюс (Bombus jonellus Kirby, 1802), 2
- Шмель изменчивый (Bombus proteus Gerstaecker, 1869), 2
- Шмель плодовый (Bombus pomorum (Panzer, 1805), 2
- Шмель щебневый (Bombus ruderatus (Fabricius, 1775), 2
- Шмель пластинчатозубый (Bombus serrisquama F.Moravitz, 1888), 2
- Шмель Зихеля (Bombus sichelii Radoszkowsky, 1859), 2
- Шмель Шренка (Bombus schrencki FMorawitz, 1881), 2
- Шмель траурный (Bombus tristis Seidl, 1837), 2
- Шмель моховой (Bombus muscorum Fabricius, 1775), 5
- Муравей четырехточечный (Dolichoderus quadripunctatus (Linnaeus, 1761), 3
- Муравей – вор (Diplorhoptrum fugax (Latreille, 1798), 3
- Муравей волосистый лесной (Formica lugubris (Zetterstedt, 1840), 4
- Муравей черноголовый (Formica uralensis (Ruzsky, 1895), 4

#### ОтрядЧешуекрылые
- Глифотоелиус прозрачный (Gliphotaelius pellucidus Retzius, 1783), 4
- Тонкопряд малый хмелевый (Korscheltellus lupulinus (Linnaeus, 1758), 3
- Пестрянка-эфиальт (Zygaena ephialtes (Linnaeus, 1758), 3
- Пестрянка васильковая (Zygaena centaureae (Fischer von Waldheim, 1832), 3
- Пестрянка глазчатая (Zygaena carniolica (Scopoli, 1763), 3
- Пестрянка лядвенцевая (Zygaena loti (Denis et Schifferm Her, 1775), 3
- Древоточец земляной (Paracossulus thrips (Hubner, 1818), 4
- Мнемозина (Pamassius mnemosyne (Linnaeus, 1758), 2
- Аполлон (Pamassius apollo (Linnaeus, 1758), 1
- Поликсена (Zerynthia polyxena (Denis et Schifferm Her, 1775), 3
- Подалирий (Iphiclides podalirius (Linnaeus, 1758), 3
- Зорька белая (Euchloe ausonia (H bner 1803), 4
- Желтушка торфяниковая (Colias palaeno (Linnaeus, 1761), 2
- Краеглазка эгерия (Pararqe aeqeria (Linnaeus, 1758), 3
- Пестроглазка галатея (Melanargia galathea Linnaeus, 1758), 3
- Меланаргия русская (Melanarqia russiae (Esper, 1783), 3
- Сенница геро (Coenonympha hero (Linnaeus, 1761), 3
- Чернушка лигея (Erebia ligea (Linnaeus, 1758), 2
- Многоцветница эль-белое (Nymphalis L-album (Esper, 1780), 4
- Шашечница феба (Melitaea phoebe (Denis et Schifferm Her, 1775), 4
- Перламутровка болотная (Clossiana eunomia (Esper, 1799), 3
- Перламутровка дафна (Brenthis daphne (Denis et Schifferm Her, 1775), 3
- Хвостатка терновая (Nordmannia spini (Denis et Schifferm Her, 1775), 4
- Червонец голубоватый (Lycaena helle (Denis et Schirfenn Her, 1775), 1
- Голубянка малая (Cupido minimus (Fuessly, 1775), 3
- Голубянка Орион (Scolitantides orion (Pallas, 1771), 3
- Голубянка алексис (Glaucopsyche alexis (Poda, 1761), 3
- Голубянка алькон (Maculinea alcon (Denis et Schifferm Her, 1775), 2
- Голубянка телей (Maculinea teleius (Berqstr sser, 1779), 3
- Голубянка аргир (Plebejus argyrognomon (Bergstr sser, 1779), 3
- Голубянка сумрачная (Maculinea nausithous (Bergstr sser, 1799), 3
- Голубянка торфяниковая (Vacciniina optilete (Knoch, 1781),
- Голубянка коридон (Polyommatus coridon (Poda, 1761),
- Голубянка дафнис (Polyommatus daphnis (Denis et Schiiferm Her, 1775), 3
- Толстоголовка мальвовая (Carcharodus alceae (Esper, 1780), 3
- Толстоголовка алтейная (Carcharodus flocciferus (Zeller, 1847), 4
- Толстоголовка мозаичная (Muschampia tessellum (Hubner, 1803), 4
- Толстоголовка истодовая (Pyrgus alveus (Hubner, 1803), 2
- Толстоголовка лапчатковая (Pyrgus serratulae (Rambur, 1839), 1
- Толстоголовка запятая (Hesperia comma (Linnaeus, 1758), 2
- Павлиноглазка малая (Eudia pavonia (Linnaeus, 1761), 3
- Шмелевидка жимолостная (Hemaris fuciformis (Linnaeus, 1758), 3
- Кисточница тимон (Pygaera timon (Hubner, 1803), 4
- Вилохвост буковый (Stauropus fagi (Linnaeus, 1758), 3
- Хохлатка двуцветная (Leucodonta bicoloria (Denis et Schifferm Her, 1775), 4
- Пяденица голубичная (Arichanna melanaria (Linnaeus, 1761), 2
- Пяденица зелёная дубовая (Comibaena pustulata (Denis et Schifferm Her, 17751), 3
- Эпиплема украшенная (Eversmannia exornata (Eversmann, 1837), 4
- Коконопряд молочайный (Malacosoma castrensis (Linnaeus, 1758), 3
- Шелкопряд осенний салатный (Lemonia dumi (Linnaeus, 1761), 4
- Шелкопряд одуванчиковый (Lemonia taraxaci (Denis et Schifferm Her, 1775), 3
- Ленточница пурпурная (Catocala sponsa (Linnaeus, 1767), 2
- Ленточница электа (Catocala electa (Vieweq, 1790), 3
- Ленточница розовая (Catocala pacta (Linnaeus, 1758), 3
- Ленточница бурая (Minucia lunaris (Denis et Schifferm Her, 1775), 4
- Металловидка консона (Euchalcia consona (Fabricius, 1787), 1
- Медведица госпожа (Callimorpha dominula (Linnaeus, 1758), 1
- Медведица черная (Epatolmis caesarea (Goeze, 1781), 4
- Медведица Геба (Eucharia festiva Hufnaqel, 1766), 1

Все виды, занесенные в Красную книгу, разбиты на категории:
- 0 — Вероятно исчезнувшие. Таксоны и популяции, известные ранее на территории области и нахождение которых в природе не подтверждено (для беспозвоночных — в последние 100 лет, для позвоночных — в последние 50 лет, для растений — в последние 50 лет).
- 1 — Находящиеся под угрозой исчезновения. Таксоны и популяции, численность и (или) ареал особей которых уменьшились до критического уровня таким образом, что в ближайшее время они могут исчезнуть.
- 2 — Сокращающиеся в численности. Таксоны и популяции с неуклонно сокращающимися численностью и (или) ареалом, которые при дальнейшем воздействии факторов, сокращающих численность и (или) ареал, могут в короткие сроки попасть в категорию находящихся под угрозой исчезновения.
- 3 — Редкие. Таксоны и популяции, которые имеют малую численность и (или) ареал на ограниченной территории или спорадически распространены на значительных территориях.
- 4 — Неопределенные по статусу. Таксоны и популяции, которые, вероятно, относятся к одной из предыдущих категорий, но достаточных сведений об их состоянии в природе в настоящее время нет, либо они не в полной мере соответствуют критериям всех остальных категорий.
- 5 — Восстанавливаемые и восстанавливающиеся. Таксоны и популяции, численность и (или) ареал которых под воздействием естественных причин или в результате принятых мер охраны начали восстанавливаться и приближаются к состоянию, когда не будут нуждаться в специальных мерах по сохранению и восстановлению.